# Imany
Imany, egentligen Nadia Mladjao, är en fransk soulsångerska, född 1979. Hennes artistnamn betyder "tro" på swahili (från arabiska ايمان - imaan). 
Hon föddes i Martigues nära Marseille, i en familj med komoriskt ursprung. Hon var fotomodell för Ford Models innan hon 2008 flyttade till Paris, där hon började sjunga på olika klubbar.  
Hennes första album, "Shape of a Broken Heart", släpptes 2011 och sålde platina i Frankrike, Grekland och trippelplatina i Polen. 
2014 producerade Imany filmmusiken till French Women av Audrey Dana.
2016 blev ryska Filatov & Karas remix av "Don't Be So Shy" en europeisk hit som toppade hit-listorna i Frankrike, Österrike, Tyskland, Polen, Ryssland och bland annat Sverige.

## Diskografi
Album
- 2011 – The Shape of a Broken Heart
- 2016 – The Wrong Kind of War

EP
- 2010 – Acoustic Sessions

Singlar
- 2011 – "You Will Never Know
- 2011 – "Please and Change"
- 2014 – "The Good the Bad & the Crazy"
- 2015 – "Don't Be So Shy" (Filatov & Karas remix)
- 2016 – "There Were Tears"
- 2016 – "Silver Lining (Clap Your Hands)"
- 2016 – "Nothing to Save"
- 2017 – "No Reason No Rhyme"